# Campeonato Paulista de Futebol de 1914 (APEA)
O Campeonato de Foot-Ball da Associação Paulista de Sports Athleticos de 1914 foi a 2.ª edição do campeonato organizado pela APEA, jogado pelos clubes paulistas filiados a esta associação. É reconhecido como legítima edição do Campeonato Paulista de Futebol pela FPF.
Disputado entre 5 de abril e 1 de novembro, contou com seis equipes. Seu campeão foi a Associação Atlética São Bento, ficando o Clube Atlético Paulistano com o vice-campeonato.
O artilheiro da competição foi Friedenreich, jogando pelo Ypiranga, com 12 gols.

## História
A competição contou com 30 jogos e 107 gols anotados (uma média de 3,57 por partida).
Todos os confrontos da liga foram disputados no campo do Velódromo Paulistano.
A FPF reconhece oficialmente duas competições como legítimas edições do Campeonato Paulista de Futebol de 1914, cada uma das quais organizadas por uma entidade diferente, uma pela Associação Paulista de Esportes Atléticos e outra pela Liga Paulista de Foot-Ball.

## Participantes
- Atlética das Palmeiras
- Mackenzie
- Paulistano
- São Bento
- Scottish Wanderers
- Ypiranga

## Regulamento
Torneio disputado em pontos corridos, com jogos em turno e returno todos contra todos. Em caso de empate na pontuação na primeira posição, haverá jogo desempate.

## Disputa do título
No último jogo do campeonato, o atual campeão Paulistano, com 14 pontos, encontrou o estreante São Bento, vice-líder com 13 pontos. Ao Paulistano bastava o empate em seu campo para ser bicampeão, mas o São Bento do Padre Katon venceu por 2-1 e conquistou seu primeiro título de campeão paulista.

## Tabela
| 5 de abril de 1914 | Ypiranga | 3 - 1 | Scottish Wanderers |  |
|                    |          |       |                    |  |

| 12 de abril de 1914 | Paulistano | 2 - 4 | AA São Bento |  |
|                     |            |       |              |  |

| 19 de abril de 1914 | AA São Bento | 3 - 1 | AA das Palmeiras |  |
|                     |              |       |                  |  |

| 21 de abril de 1914 | Ypiranga | 2 - 2 | Mackenzie |  |
|                     |          |       |           |  |

| 26 de abril de 1914 | Paulistano | 3 - 2 | Ypiranga |  |
|                     |            |       |          |  |

| 3 de maio de 1914 | AA das Palmeiras | 1 - 2 | Paulistano |  |
|                   |                  |       |            |  |

| 10 de maio de 1914 | AA São Bento | 3 - 0 | Scottish Wanderers |  |
|                    |              |       |                    |  |

| 13 de maio de 1914 | Paulistano | 1 - 0 | Mackenzie |  |
|                    |            |       |           |  |

| 21 de maio de 1914 | AA São Bento | 0 - 5 | Mackenzie |  |
|                    |              |       |           |  |

| 31 de maio de 1914 | Scottish Wanderers | 1 - 1 | AA das Palmeiras |  |
|                    |                    |       |                  |  |

| 6 de junho de 1914 | Scottish Wanderers | 1 - 2 | Mackenzie |  |
|                    |                    |       |           |  |

| 7 de junho de 1914 | AA São Bento | 2 - 2 | Ypiranga |  |
|                    |              |       |          |  |

| 14 de junho de 1914 | AA das Palmeiras | 1 - 1 | Ypiranga |  |
|                     |                  |       |          |  |

| 20 de junho de 1914 | Mackenzie | 4 - 3 | AA das Palmeiras |  |
|                     |           |       |                  |  |

| 21 de junho de 1914 | Paulistano | 5 - 2 | Scottish Wanderers |  |
|                     |            |       |                    |  |

| 5 de julho de 1914 | AA São Bento | 3 - 2 | Scottish Wanderers |  |
|                    |              |       |                    |  |

| 14 de julho de 1914 | Mackenzie | 2 - 0 | Ypiranga |  |
|                     |           |       |          |  |

| 19 de julho de 1914 | Paulistano | 0 - 1 | Ypiranga |  |
|                     |            |       |          |  |

| 26 de julho de 1914 | Paulistano | 2 - 1 | Scottish Wanderers |  |
|                     |            |       |                    |  |

| 1 de agosto de 1914 | AA das Palmeiras | 3 - 1 | Mackenzie |  |
|                     |                  |       |           |  |

| 23 de agosto de 1914 | Paulistano | 3 - 1 | AA das Palmeiras |  |
|                      |            |       |                  |  |

| 7 de setembro de 1914 | Mackenzie | 2 - 0 | Scottish Wanderers |  |
|                       |           |       |                    |  |

| 13 de setembro de 1914 | AA São Bento | 1 - 2 | Ypiranga |  |
|                        |              |       |          |  |

| 4 de outubro de 1914 | AA das Palmeiras | 0 - 1 | AA São Bento |  |
|                      |                  |       |              |  |

| 11 de outubro de 1914 | AA das Palmeiras | 0 - 5 | Ypiranga |  |
|                       |                  |       |          |  |

| 12 de outubro de 1914 | AA São Bento | 2 - 1 | Mackenzie |  |
|                       |              |       |           |  |

| 18 de outubro de 1914 | AA das Palmeiras | 0 - 2 | Scottish Wanderers |  |
|                       |                  |       |                    |  |

| 24 de outubro de 1914 | Mackenzie | 1 - 4 | Paulistano |  |
|                       |           |       |            |  |

| 25 de outubro de 1914 | Ypiranga | 1 - 3 | Scottish Wanderers |  |
|                       |          |       |                    |  |

| 1 de novembro de 1914 | Paulistano | 1 - 2 | AA São Bento |  |
|                       |            |       |              |  |

## Jogo do título
Paulistano 1x2 São Bento
Velódromo de São Paulo (1 de novembro de 1914)

## Premiação
| Campeão Paulista de 1914 (Campeonato da APEA) |
| --------------------------------------------- |
| SÃO BENTO (1º título)                         |

## Classificação final
| Classificação - Final | Classificação - Final  | Classificação - Final | Classificação - Final | Classificação - Final | Classificação - Final | Classificação - Final | Classificação - Final | Classificação - Final | Classificação - Final |
| Time | Time                   | PG                    | J                     | V                     | E                     | D                     | GP                    | GC                    | SG                    |
| --- | ---------------------- | --------------------- | --------------------- | --------------------- | --------------------- | --------------------- | --------------------- | --------------------- | --------------------- |
| 1 | São Bento              | 15                    | 10                    | 7                     | 1                     | 2                     | 21                    | 16                    | 5                     |
| 2 | Paulistano             | 14                    | 10                    | 7                     | 0                     | 3                     | 22                    | 15                    | 7                     |
| 3 | Mackenzie              | 11                    | 10                    | 5                     | 1                     | 4                     | 20                    | 14                    | 6                     |
| 4 | Ypiranga               | 11                    | 10                    | 4                     | 3                     | 3                     | 19                    | 15                    | 4                     |
| 5 | Scottish Wanderers     | 5                     | 10                    | 2                     | 1                     | 7                     | 13                    | 23                    | - 10                  |
| 6 | Atlética das Palmeiras | 4                     | 10                    | 1                     | 2                     | 7                     | 11                    | 23                    | - 12                  |
| PG - pontos ganhos; J - jogos; V - vitórias; E - empates; D - derrotas; GP - gols pró; GC - gols contra; SG - saldo de gols |                        |                       |                       |                       |                       |                       |                       |                       |                       |